# Nondalton
Nondalton (Tanaina: Nuvendaltun oder Nundaltin) ist ein Ort mit dem Status einer City im Lake and Peninsula Borough in Alaska. Das U.S. Census Bureau hatte bei der Volkszählung 2020 eine Einwohnerzahl von 133 ermittelt.

## Geographie
Nondalton befindet sich auf einer Höhe von etwa 80 m im Südwesten Alaskas am Westufer des Sixmile Lake nahe dem Südwestrand der Lake Clark National Preserve. Newdalton befindet sich 175 km nordöstlich von King Salmon sowie 300 km westsüdwestlich von Anchorage. Nördlich von Nondalton befindet sich der Flugplatz Nondalton.

## Geschichte
Ursprünglich existierte die athapaskische Siedlung Kijik (⊙) nordöstlich der Flussmündung des Kijik River in den Lake Clark. Ab 1902 zogen die Bewohner zu einem neuen Standort (Old Nondalton) am Nordufer des Sixmile Lake. Grund war ein Masern-Ausbruch, dem viele Dorfbewohner zum Opfer fielen. Bis 1914 wurde der Ort Kijik vollständig aufgegeben. Im Jahr 1909 tauchte der Ortsname „Nondalton“ erstmals beim U.S. Geological Survey (USGS) auf. Aufgrund von Schlammfluten und der Holzverknappung in der Umgebung entschlossen sich die Bewohner im Jahr 1940, zu dem heutigen Standort von Nondalton umzuziehen. Das 1938 eröffnete Postamt wurde ebenfalls an den neuen Standort verlegt. Der Ort erhielt 1971 den Status einer „City“. Heute besteht die Bevölkerung hauptsächlich aus Dena'ina. Die Gemeinde lebt heute überwiegend vom Fischfang und von Subsistenzwirtschaft. Der Verkauf von Alkohol ist in Nondalton verboten, jedoch nicht die Einfuhr und der Besitz.

## Demografie
Zum Zeitpunkt der Volkszählung im Jahre 2020 (U.S. Census 2020) hatte Nondalton 133 Einwohner auf einer Landfläche von 17,45 km². Von den Einwohnern waren 11 Weiße, 109 amerikanisch-indianischer Abstammung sowie ein Asiate.
Beim Zensus im Jahr 2000 wurden 221 Einwohner gezählt, 2010 waren es 164. Somit war die Bevölkerungsentwicklung in den letzten Jahren rückläufig.